# Зелёная зона дома отдыха Велегож
Зелёная зона дома отдыха Велегож — действующий памятник природы регионального значения, расположен в Заокском районе Тульской области, имеет высокое природоохранное, научное, эстетическое, рекреационное и оздоровительное значение.
Находится в 12 км от посёлка Заокский, на правом берегу реки Ока, границы охраняемой зоны проходят через сёла Велегож, Страхово и граничат с домом-музеем В. Д. Поленова, на западе граничат с рекой Окой. Общая площадь охраняемой зоны 1286,3 гектара.

## История
Санаторий-курорт «Велегож» и пансионат «Велегож», были основаны в 1937 году для железнодорожников, позже в 1961 переданы в ведение ВЦСПС. Для сохранения окружающей территории решением исполнительного комитета Тульской области Совета народных депутатов (от 20.05.1977 № 7-261) был образован памятник природы.

## Описание
Территория была наделена статусом памятника природы из-за её своеобразного ландшафта, растительного и животного мира, в том числе исчезающих и редких видов.
Представляет собой участок поймы реки Оки вдоль берега и участок смешанного леса, расположенного в надпойменной террасе.
Для местности свойственны пойменные и дерново-подзолистые почвы, сформированные на моренных суглинках, древнеаллювиальных и водноледниковых песчаных отложениях. Здесь представлены различные типы природных сообществ, от густого хвойно-широколистных лесов до разряженных остепненных дубрав, от низменных болот до крутых южных склонов, с так называемой «Окской флорой», которые в совокупности с руслом реки Ока формируют живописные ландшафты. Можно выделить несколько лесообразующих пород: сосна обыкновенная (средний возраст 115—120 лет), осины, берёзы, дубы и липы (средний возраст 65-85 лет), в подлеске встречаются можжевельник, лещина, бересклет, крушина. Растительный мир весьма разнообразен, в его составе можно найти 554 вида растений, в том числе 23 вида, занесённых в Красную книгу Тульской области: ирис сибирский, башмачок настоящий, гроздовник полулунный, лилия саранка, живокость клиновидная, печеночница благородная, купальница европейская, ольха серая, борец дубравный, ломонос прямой, горошек гороховидный, лен желтый, черноголовка крупноцветковая, бубенчик лилиелистный, волчеягодник обыкновенный, змееголовник Рюйша. Микробиотика также отличается богатством: список видов включает более 100 видов грибов, в том числе 4 вида Красной книги Тульской области, многочислен вид мхов и лишайников.
Богат животный мир и включает: позвоночных животных — 111 видов, амфибий — 5 видов, рептилий — 6 видов, птиц — 73 вида, млекопитающие — 27 видов, насекомых — более 200 видов. Среди насекомых встречаются редкие виды, приуроченные исключительно к старовозрастным лесам. В 2019 году здесь было обнаружено несколько особей шлемника высочайшего, который в течение долгого времени считался исчезнувшим в области. На территории произрастает около 60 видов грибов, в том числе редкие не только для Тульской области, но и для всей России.
Особо охраняемая природная территория имеет просветительское значение, здесь проходят полевую практику по географическим и биологическим дисциплинам студенты естественно-научного факультета ТПГУ. В ходе практики изучают климат, рельеф, почвы, животный и растительный мир. Ежегодно базируются экологические лагеря студентов и школьников.
На территории памятника природы не разрешаются обустройство лагерей и использование любых видов транспортных средств в непредусмотренных местах, внеплановые рубки, порча древесных насаждений, охота и разжигание костров.